# مینوس
مینوس (به یونانی: Μίνως)، (به انگلیسی: Minos) در اسطوره‌های یونان، پادشاه افسانه‌ای کرت است.
او پسر زئوس و ائوروپه بود و با پاسیفائه، دختر خدای خورشید هلیوس ازدواج کرد. مینوس به همراه برادرانش رادامانتوس و سارپدون در کاخ سلطنتی کنوسوس بزرگ شده‌اند. بر سر جانشینی ناپدری با برادرانش اختلاف پیدا کرد. مینوس به درگاه پوزئیدون پناه برد و کمک خواست. پوزئیدون نیز گاوی را برای قربانی فرستاد. اما مینوس پس از رسیدن به پادشاهی از قربانی کردن گاو سرباز زد. پس پوسیدون مهر گاو را در دل پاسیفائه انداخت. پاسیفائه از گاو صاحب فرزندی به نام مینوتاروس شد. دئوکالیون، آریادنه، فدرا و کاترئوس فرزندان مینوس از پاسیفائه بودند.
مینوس به سبب عدالت پس از مرگ به صورت قاضی مردگان در هادس درآمد. تمدن مینوسی‌ها از نام او برگرفته شده‌است.

## قاضی در جهان مردگان
مورخان او را به عنوان پادشاه عادل و خردمند کرت معرفی کرده‌اند. به همین دلیل پس از مرگش یکی از قاضی‌های جهان اموات شد. از سوی دیگر، طبق اساطیر کلاسیک، او فرزند خدایان زئوس و اروپا است و او را ظالم توصیف می‌کنند؛ مثلاً می‌گویند برای انتقام مرگ پسرش به دست آتنیان، از آنها قربانی ۷ پسر و ۷ دختر را خواست؛ بنابراین مینوس یک شخصیت تاریخی است که بسیاری از شاهدان باستانی در مورد او صحبت می‌کنند، اما شکل او از افسانه بازنگری شده و بنابراین نمادین می‌شود. او از نظر تاریخی برای ما به عنوان یک کشیش و قانونگذار شناخته شده‌است که به قدری خردمند بود که گفته می‌شود قوانین او از خود زئوس الهام گرفته شده‌است. هومر قبلاً مینوس را به عنوان قاضی ارواح در هادس قرار داده بود، اما مشهورترین توصیف در کمدی الهی دانته یافت می‌شود.